# Дача «Альпійська троянда»
Альпі́йська троя́нда — дача, побудована на набережній Євпаторії (набережна Горького, 16, літер «Д») 1910 року. Відмінною рисою «Альпійської троянди» від інших будинків того періоду є велика кількість різьблених дерев'яних елементів у зовнішньому оформленні. Сьогодні в будівлі розташовано підрозділ ПрАТ «Укрпрофоздоровниця». Пам'ятка архітектури місцевого значення з червня 1984 року.

## Архітектура
Дача «Альпійська троянда» збудована 1910 року. За своїм стилем будівля нагадує староруські тереми. У той період у Євпаторії будувалася значна кількість розкішних дачних будинків, більшість з яких збереглося до XXI століття. З року побудови дачі змінилася берегова лінія, звільнивши місце для сучасної набережної імені Горького. Отже, дача віддалена від лінії будівель останніх років, розташована в глибині тінистого саду.
В оформленні «Альпійської троянди» використана дерев'яна різьба. Це придає їй особливого колориту і вносить різноманітність серед кам'яних будівель євпаторійської набережної. Дача має два поверхи і мансарду, уздовж фасаду будівлі тягнеться дерев'яна тераса, рясно декорована дерев'яними мереживами. Дача перебувала на одній лінії із санаторієм «Таласса», на місці якого нині розташована водолікарня, так само побудована трохи в глибині, осторонь основної лінії забудови.
Через відсутність реставраційних робіт будівля знаходиться в поганому стані. До входу на дачу Альпійська троянда від набережної веде декорована квітниками алея. В радянські часи тут розташовувалося Управління курортами профспілок. До останнього часу призначення будівлі не змінювалося, в будівлі розташовано підрозділ ЗАТ «Укрпрофоздоровниця».
Входить до списку об'єктів культурної спадщини Автономної Республіки Крим (рішення Кримського облвиконкому від 05.06.1984 № 284). «Альпійська троянда» представлена в Бахчисарайському парку мініатюр.